# Vadon kihalt faj
Vadon kihaltnak nevezzük azokat az élőlényfajokat, illetve alfajokat, amelyeknek a természetes élőhelyükön kihaltak, azonban fogságban vagy háziasítva még fellelhetők.
Az ilyen fajokat, alfajokat a Természetvédelmi Világszövetség Vörös Listája a Vadon kihalt (Extinct in the Wild) kategóriába sorolja, rövidítése EW.
A Vörös Lista a kategóriát a következőképpen határozza meg:

„Egy taxon »Vadon kihalt«, ha egyedüli élő képviselői már csak háziasított, fogságban tartott vagy eredeti élőhelyüktől távoli természetes környezetbe telepített állományaiban lelhetők fel. Egy taxon vad állományainak kihalása akkor feltételezhető, ha az ismert és/vagy feltételezett élőhelyén, a megfelelő időszakokban (napi, évszakos, éves szinten), a valamikori elterjedés teljes területén végzett alapos vizsgálatok ellenére sem észlelték egyetlen egyedét sem.”

– IUCN, Red List Categories and Criteria version 3.1